# Wat Chaiwatthanaram
Wat Chaiwatthanaram (in thai:วัดไชยวัฒนาราม, tradotto letteralmente Tempio del lungo regno e dell'era gloriosa) è un tempio buddista situato ad Ayutthaya, in Thailandia. È una delle maggiori attrazioni turistiche del luogo e uno dei templi più belli di tutto il Paese.

## Posizione
La costruzione del tempio fu fortemente voluta dal re Prasat Thong del Regno di Ayutthaya, che lo fece edificare in quella precisa zona in memoria della madre, nata in quei luoghi. È situato nella zona a sud-ovest dell'isola su cui sorgeva la città antica, lungo la riva occidentale del fiume Chao Phraya, che delimita i lati sud e ovest dell'isola. Sulla riva opposta del fiume, all'interno dell'isola, si trova il palazzo Siriyalai.

## Storia
Re Prasat Thong rinverdì la tradizione del regno secondo la quale il nuovo sovrano faceva costruire un maestoso wat quando saliva al trono e Prasat Thong fece costruire Wat Chaiwattahanaram. Si presume quindi che i lavori siano iniziati nel 1630, anno in cui usurpò il trono. Oltre che per celebrare il sito dove visse la madre, anche se secondo una fonte si trattava della donna che lo ebbe in affidamento e lo allevò, il re fece erigere il wat con l'obiettivo politico di dimostrare i propri meriti come promotore del buddismo. Era un periodo di grande splendore del regno e fece erigere il monumentale complesso secondo il tardo stile imperiale di Angkor. Si è ipotizzato che, al pari dei templi fatti costruire dai sovrani Khmer, Wat Chaiwatthaanaram rappresentasse una sorta di auto-identificazione per Prasat Thong, tanto che nelle mappe straniere del Settecento il wat veniva chiamato "Pagoda del re".
Fu uno dei più maestosi e monumentali complessi di Ayutthaya; secondo una targa rinvenuta in uno degli edifici che lo compongono fu inaugurato nel 1649. Il diplomatico olandese Van Vliet scrisse che era in costruzione quando fu ad Ayutthaya tra il 1637 e il 1638. Nei decenni successivi, tutti i re di Ayutthaya che si succedettero vi andarono in pellegrinaggio e per presenziare a riti funebri della famiglia reale.

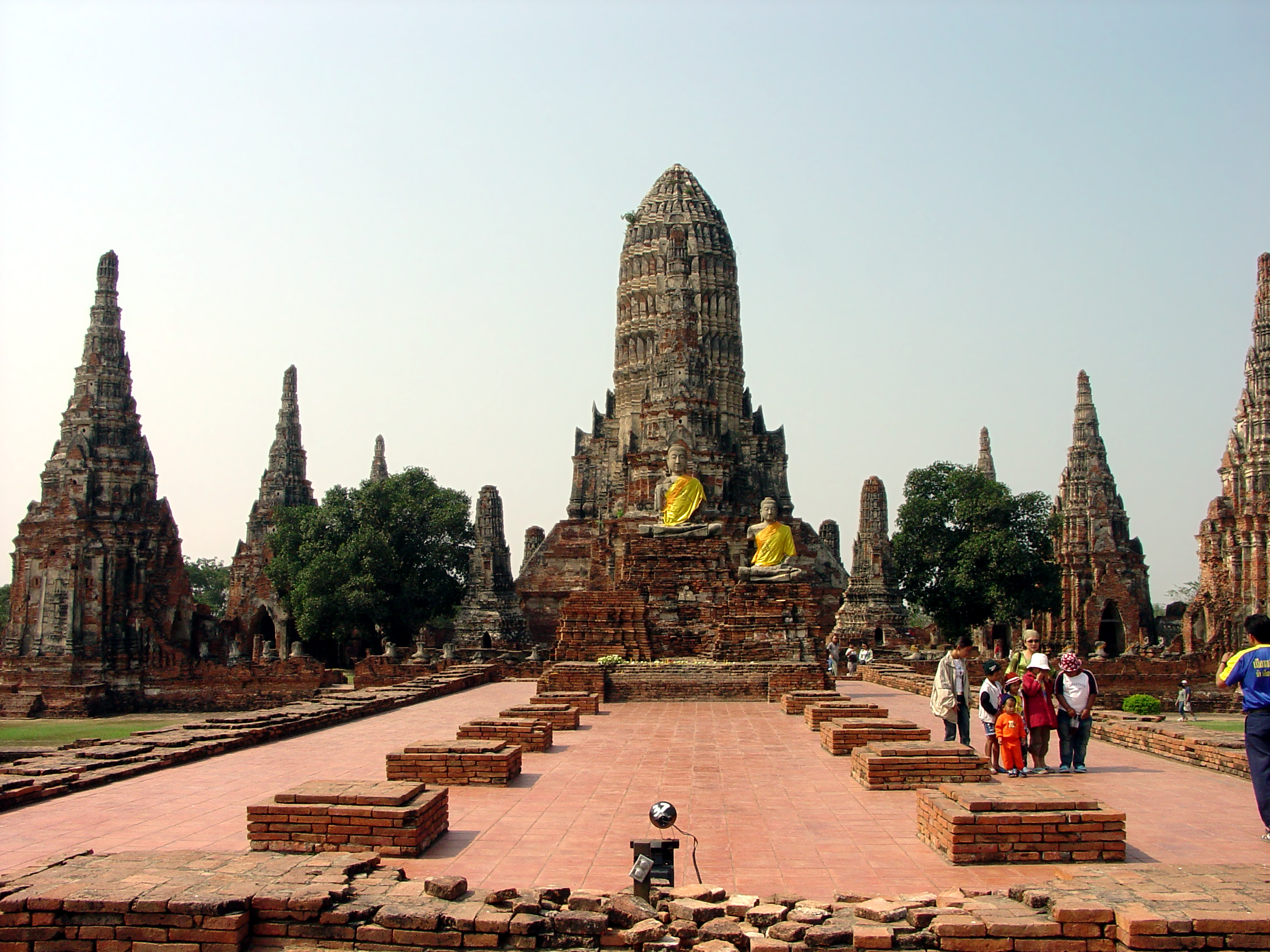
In primo piano il basamento dellubosot (sala delle ordinazioni), subito dietro il prang principale

Il wat apparve su alcune mappe di Ayutthaya pubblicate nel 1724; viene indicato con il nome "Pagoda dorata del re" sulla mappa del Chao Phraya nell'opera dell'olandese François Valentijn Oud en Nieuw Oost-Indien del 1726. Viene invece chiamato "Pagoda reale" in una mappa di Ayutthaya pubblicata nel libro Histoire Générale des Voyages dell'abbé Prévost nel 1751. Secondo una fonte fu rinnovato e ingrandito verso la metà del Settecento. Si è ipotizzato che durante l'assedio di Ayutthaya da parte dei birmani tra il 1764 e il 1767, Wat Chaiwattahanaram sia stato usato come roccaforte, come testimoniano le sue mura esterne rinforzate e i resti di cannoni e proiettili d'epoca ritrovati al suo interno. Dopo la capitolazione e la distruzione di Ayutthaya nel 1767, il wat fu abbandonato, depredato dei suoi tesori e invaso dalla giungla per i successivi 220 anni.
I primi scavi per ripulire il wat furono intrapresi verso la fine degli anni cinquanta del Novecento. Vennero alla luce preziosi manufatti custoditi nella cripta del prang principale che erano sfuggiti alle razzie dei predatori. Nel 1987 il Dipartimento thai di belle arti iniziò i lavori di restauro e nel 1992 il sito fu aperto al pubblico. Dell'ubosot, la sala delle ordinazioni e principale luogo per le assemblee, è rimasto solo il basamento rialzato con il pavimento originale e le basi delle colonne interne. Nel 2007 il governo thailandese stanziò 49 milioni di baht per rinforzare gli argini del Chao Phraya che minacciava di erodere il terreno davanti al wat.
Le inondazioni del 2011 danneggiarono il wat e misero in evidenza gli urgenti problemi relativi alla sua conservazione. Quello stesso anno il Dipartimento thai di belle arti invitò World Monuments Fund a esaminare la situazione e l'anno successivo ebbero inizio nuovi radicali lavori atti a preservare la struttura da nuove inondazioni.